# Juhamatti Aaltonen
Juhamatti Tapio Aaltonen (ur. 4 czerwca 1985 w Ii) – fiński hokeista, reprezentant Finlandii, olimpijczyk.

## Kariera klubowa
- Kärpät U16 (1999-2001)
- Kärpät U18 (2001-2002)
- Kärpät U20 (2002-2005)
- Kärpät (2003, 2004, 2005-2009)
- Pelicans (2009-2010)
- Mietałłurg Magnitogorsk (2010-2012)
- Traktor Czelabińsk (2012)
- Rögle BK (2012-2013)
- Kärpät (2013-2014)
- Jokerit (2014-2016)
- HIFK (2016-2017)
- Rögle BK (2017-2018)
- SC Bern (2018)
- Skellefteå AIK (2018-2019)
- Pelicans (2019-2020)
- Kärpät (2020-2022)
- Jukurit (2022-2023)
- BK Mladá Boleslav (2023)
- Esbjerg Energy (2024)
- Pelicans (2024)
- Jokerit (2024-)

Wychowanek klubu Oulun Kärpät. Przez kilka lat grał w rodzimych fińskich rozgrywkach SM-liiga. W latach 2010–2012 grał w barwach Mietałłurga Magnitogorsk w rosyjskiej lidze KHL. W lipcu 2012 został zawodnikiem Traktora Czelabińsk, jednakże wskutek odniesionej kontuzji oka podczas letnich przygotowań nie rozegrał w tym klubie żadnego meczu. W połowie października 2012 został graczem szwedzkiego klubu Rögle BK w lidze Elitserien i był nim do kwietnia 2013. W tym czasie prawa zawodnika zachowywał nadal klub Traktor, a tym samym formalnie był jedynym zespołem, w którym Aaltonen mógł występować w lidze KHL. Od września 2013 ponownie zawodnik macierzystego klubu Kärpät, związany rocznym kontraktem. W grudniu 2013 prawa do Aaltonena w ramach KHL odkupił od Traktora klub Dinamo Moskwa. Od sierpnia 2014 zawodnik Jokeritu wskutek porozumienia z Dinamem Moskwa w zamian za rekompensatę pieniężną. Od czerwca 2016 zawodnik HIFK. Od czerwca 2017 był ponownie zawodnikiem Rögle BK, skąd odszedł w lutym 2018. Wówczas został zawodnikiem szwajcarskiego SC Bern. W połowie 2018 przeszedł do Skellefteå AIK. W lutym 2019 został zawodnikiem Pelicans Lahti. W połowie lutego 2020 przeszedł ponownie do Kärpät. Tam pod koniec listopada 2020 przedłużył kontrakt o rok.
W maju 2022 został zaangażowany przez Mikkelin Jukurit. W maju 2023 przeszedł do czeskiego BK Mladá Boleslav, skąd odszedł w grudniu tego roku. Na początku stycznia 2024 ogłoszono podpisanie przez niego 6-tygodniowego kontraktu z duńskim zespołem Esbjerg Energy z opcją przedłużenia. W lutym 2024 przeszedł do Pelicans Lahti, gdzie dokończył sezon. Na początku sezonu 2024/2025 pozostawał wolny, a w listopadzie 2024 został zaangażowany do Jokeritu.

## Kariera reprezentacyjna
Uczestniczył w turniejach mistrzostw świata w 2010, 2011, 2013, 2015, 2017 oraz zimowych igrzysk olimpijskich 2014. Na MŚ 2013 zdobył cztery gole - wszystkie były zwycięskimi trafieniami w spotkaniach reprezentacji.
Podczas swojej kariery stworzył zgrany duet z Petrim Kontiolą (w przeszłości grali wspólnie w Magnitogorsku, zostali także partnerami w reprezentacji Finlandii).

## Sukcesy

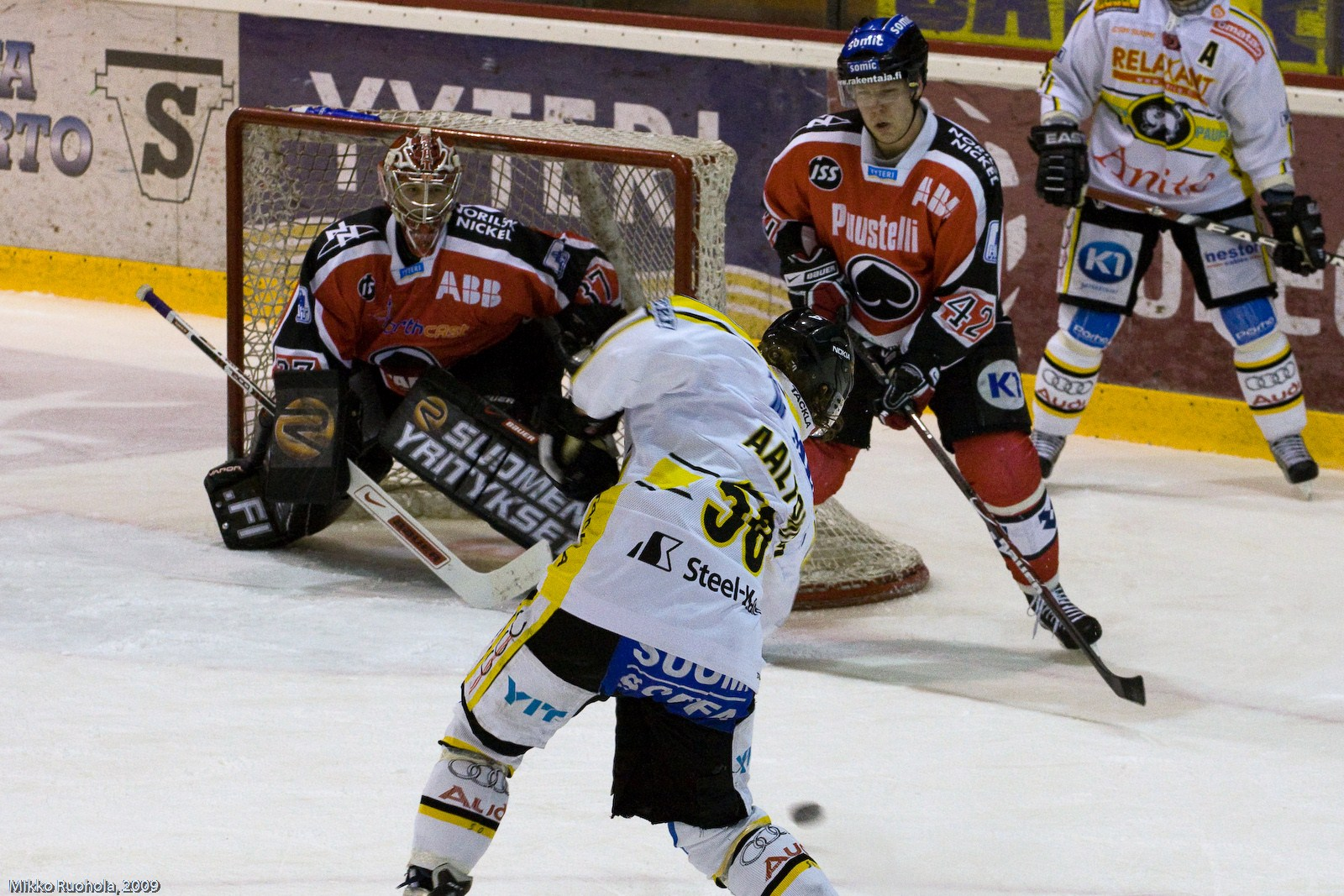
Juhamatti Aaltonen (tyłem z nr 50 oddaje strzał) grając w barwach Kärpät (2009)

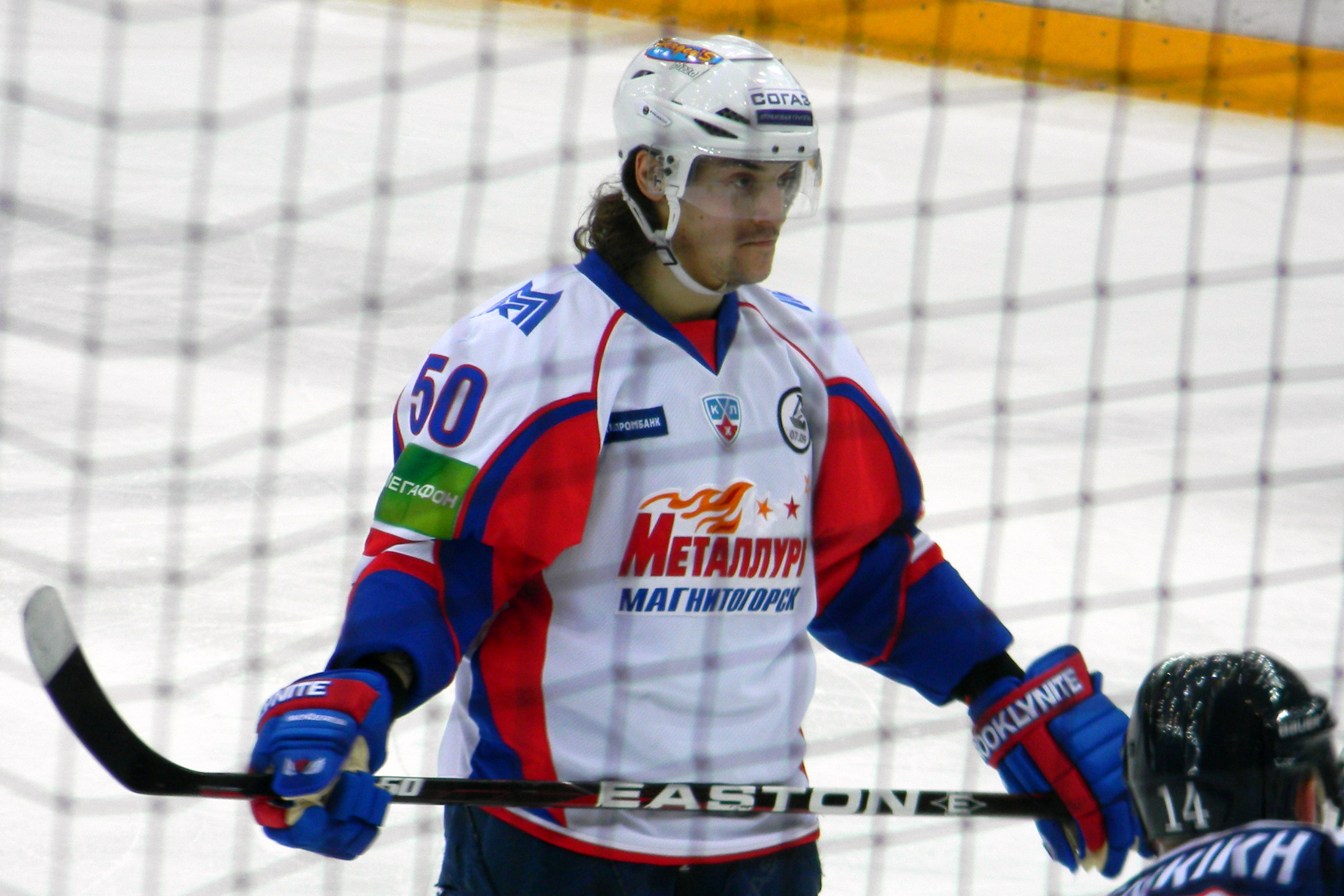
Juhamatti Aaltonen w barwach Mietałłurga Magnitogorsk (2012)

Reprezentacyjne
- Złoty medal mistrzostw świata: 2011
- Brązowy medal zimowych igrzysk olimpijskich: 2014

Klubowe
- Drugie miejsce w Pucharze Mistrzów: 2005 z Kärpät
- Złoty medal mistrzostw Finlandii: 2005, 2007, 2008, 2014 z Kärpät
- Srebrny medal mistrzostw Finlandii: 2009 z Kärpät
- Brązowy medal mistrzostw Finlandii: 2006 z Kärpät
- Półfinał rozgrywek KHL: 2011 z Mietałłurgiem

Indywidualne
- SM-liiga (2005/2006):
  - Pierwsze miejsce w klasyfikacji strzelców wśród debiutantów: 13 goli
- SM-liiga (2009/2010):
  - Trzecie miejsce w klasyfikacji strzelców w sezonie zasadniczym: 28 goli[24]
  - Ósme miejsce w klasyfikacji kanadyjskiej w sezonie zasadniczym: 49 punktów[25]
- Oddset Hockey Games 2012:
  - Najlepszy napastnik turnieju
  - Skład gwiazd turnieju
- Oddset Hockey Games 2013:
  - Hat-trick w meczu z Rosją (3:4 k.) 6 lutego 2013
  - Pierwsze miejsce w klasyfikacji strzelców turnieju: 3 gole
  - Najbardziej Wartościowy Zawodnik (MVP) turnieju
  - Najlepszy napastnik turnieju
  - Skład gwiazd turnieju
- Liiga (2013/2014):
  - Pierwsze miejsce w klasyfikacji strzelców w fazie play-off: 8 goli[26]
  - Drugie miejsce w klasyfikacji kanadyjskiej w fazie play-off: 15 punktów[27]
  - Drugie miejsce w klasyfikacji +/- fazie w fazie play-off: +8[28]
  - Zdobywca zwycięskiego gola w piątym meczu finałów Kärpät – Tappara 2:1 (23 kwietnia 2014), do czasu którego Tappara prowadziła w spotkaniach 3:1[29]
  - Zdobywca zwycięskiego gola w dogrywce siódmego meczu finałów i przesądzającego o mistrzostwie (Kärpät – Tappara 1:0, czas dogrywki 67:24, 26 kwietnia 2014)[30]
  - Trofeum Jariego Kurri - najlepszy zawodnik w fazie play-off[31]
- Mistrzostwa Świata w Hokeju na Lodzie 2013/Elita:
  - Piąte miejsce w klasyfikacji asystentów turnieju: 7 asyst
  - Szóste miejsce w klasyfikacji kanadyjskiej turnieju: 11 punktów
  - Pierwsze miejsce w klasyfikacji strzelców goli zwycięskich: 4 gole
- Hokejowa Liga Mistrzów (2018/2019):
  - Pierwsze miejsce w klasyfikacji +/- cyklu: +11[32]